# Ояма, Ясухару
Ясуха́ру Оя́ма (яп. 大山康晴 О:яма Ясухару) (13 марта 1923 года — 26 июля 1992 года) — сильнейший сёгист середины XX века, 15-й пожизненный мэйдзин, 1-й пожизненный дзюдан, 1-й пожизненный ои, 1-й пожизненный кисэй, 1-й пожизненный осё.

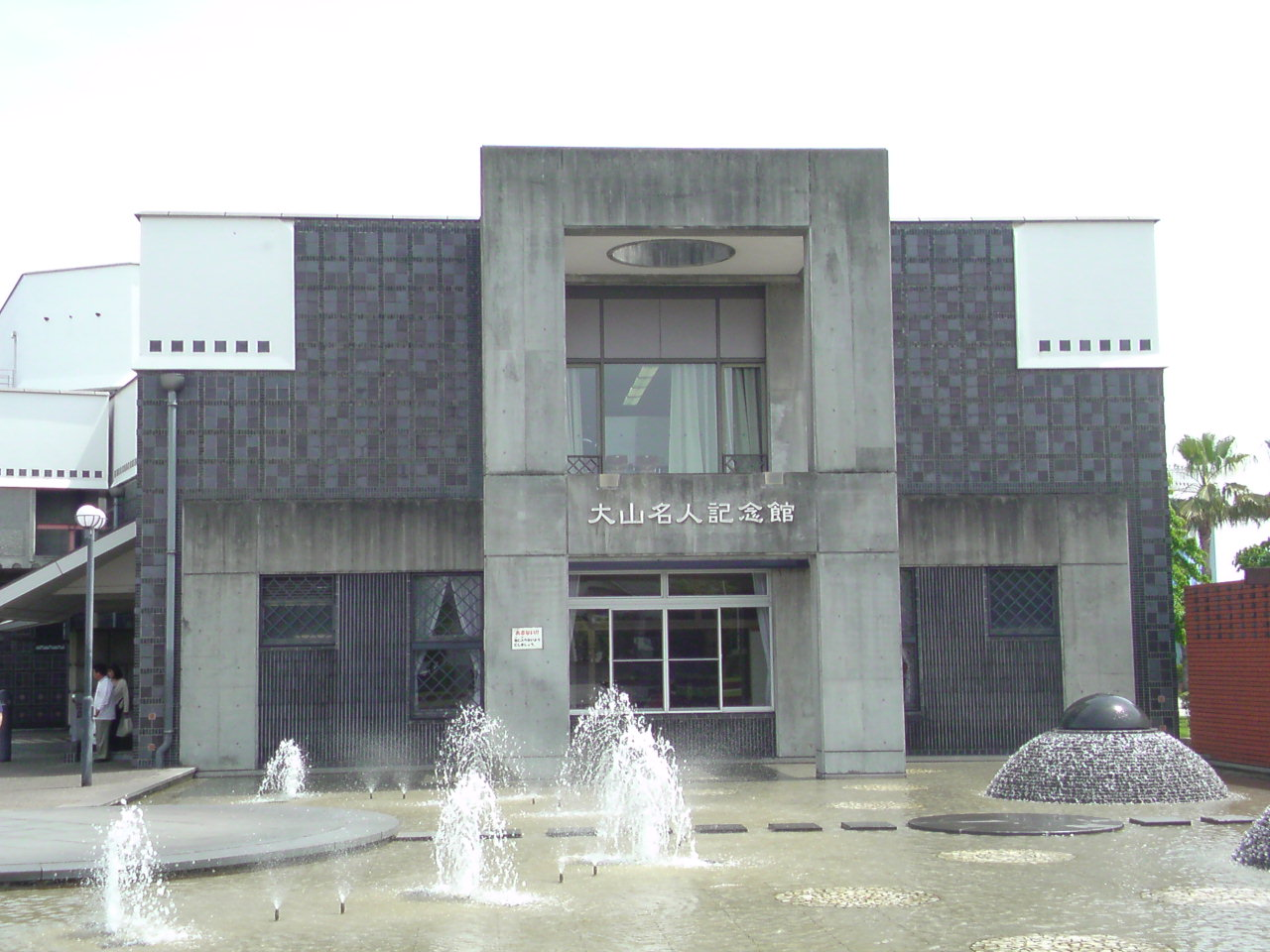
Мемориальный музей Оямы в Курасики

До сёги, был сильным игроком в тю сёги. Также, любил играть в сянци. В 1973 году стал основателем Японской ассоциации сянци, и был её главой.

## Биография
- 1923: Родился в городе Курасики (префектура Окаяма).
- 1935: поступил в Сёги Тайсэйкай (организацию-предшественницу Сёрэйкай).
- Учился у Киндзиро Кими (яп. 木見金治郎 Кими Киндзиро:), 9-го дана.
- 1940: 4-й дан.
- Участник Второй мировой войны[4].
- 1973: финансировал постройку нового здания Японской ассоциации сёги[4].
- 1976: Награждён званием «15-й пожизненный мэйдзин».
- 1977—1989: президент Японской ассоциации сёги.
- Первый сёгист, награждённый званием «заслуженный деятель культуры».
- В 1993 году в память о нём в Курасики открыт Мемориальный музей Оямы.

## Титульные матчи
| Титул   | Сезоны завоеваний                          | Число титулов | Участий в финалах |
| ------- | ------------------------------------------ | ------------- | ----------------- |
| Мэйдзин | 1952—1956, 1959—1971                       | 18            | 25                |
| Кудан   | 1950—1951, 1958—1961                       | 6             | 8                 |
| Дзюдан  | 1962—1967, 1969, 1973                      | 8             | 14                |
| Осё     | 1952—1954, 1957—1961, 1963—1971, 1979—1981 | 20            | 26                |
| Ои      | 1960—1971                                  | 12            | 15                |
| Кисэй   | 1962-1965, 1966, 1970, 1974—1977           | 16            | 22                |
| Кио     | -                                          | -             | 2                 |

- Всего титулов: 80 (рекорд, который в 2012 году побил Хабу)
- Участий в финальных матчах: 112
- Побед в нетитульных матчах: 44[2]
- Всего официальных побед: 1433, поражений: 781, дзисёги: 2[7].

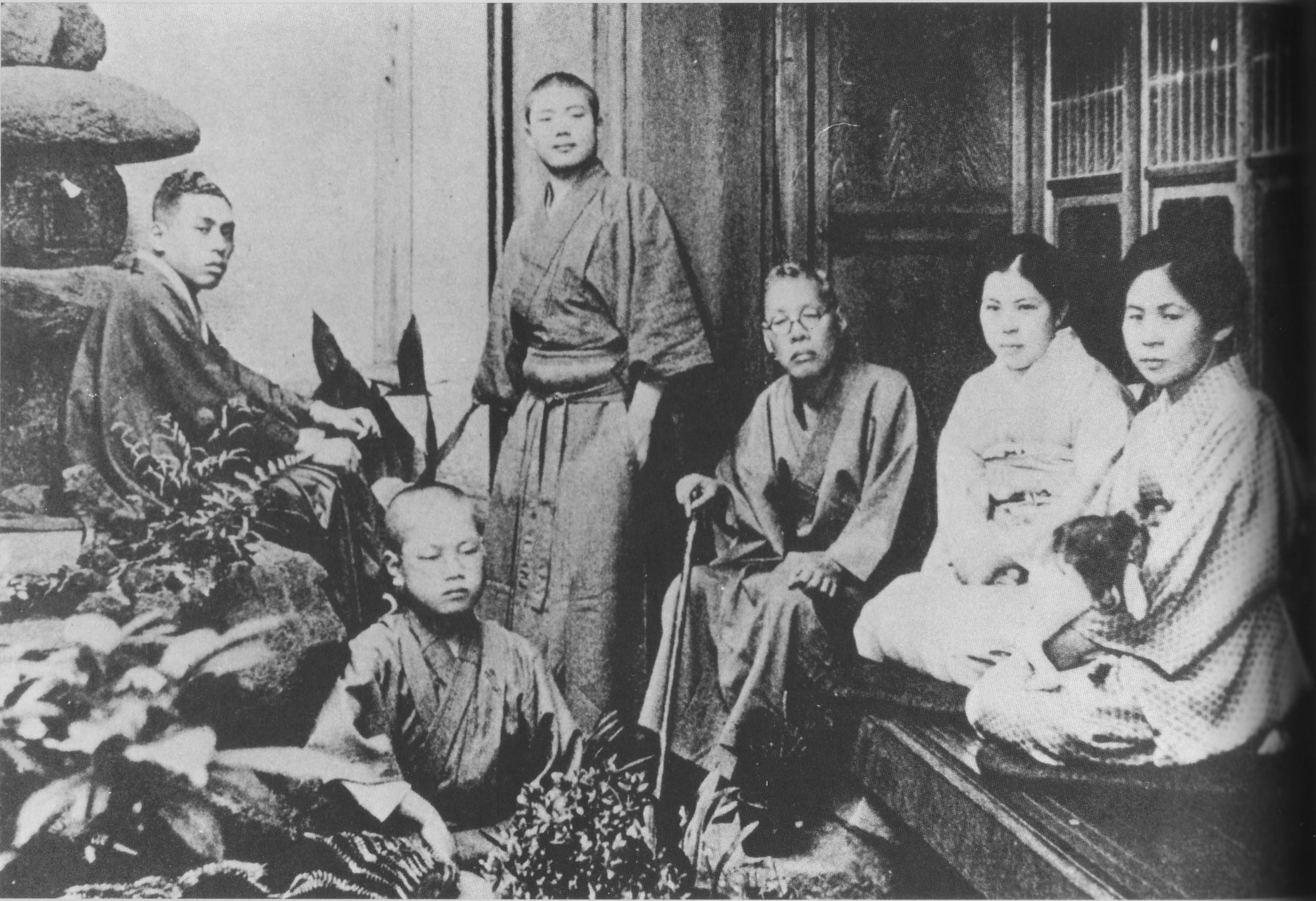
Ояма (сидит внизу), Масуда (стоит) и их учитель Киндзиро Кими. 1935 год.

## Ученики
- Митио Ариёси (яп. 有吉道夫 Ариёси Митио), 9 дан
- Хисаси Намэката (яп. 行方尚史 Намэката Хисаси), 8 дан — претендент на титул Ои 2013 года
- Исао Наката (яп. 中田功 Наката Исао), 7 дан

(разряды приведены по состоянию на 1 января 2013 г.)